# April
April (кор. 에이프릴; часто стилизуется как APRIL, произносится как Эйприл (Апрель) — южнокорейская гёрл-группа, сформированная в 2015 году компанией DSP Media Состоит из шести участниц: Чэкён, Чэвон, Наын, Йена, Рейчел и Джинсоль. 24 августа 2015 года группа дебютировала, выпустив мини-альбом Dreaming. Группа была расформирована 28 января 2022 года.

## Название
Название группы состоит из букв «А» и «Pril». «А» означает «лучшая женская группа», а «Pril» — «милые девушки». В совокупности «апрель» означает «самые лучшие, прекрасные девушки». Также известен как «Sa-wori» (사월 이, апрель), «Яблоко» (에플, каламбур в апреле) или «Прил-э» (프릴 이, каламбур прил). После их дебюта фанаты начали называть их «Чон-чжон-дол» (청정 돌, чистый айдол).

## История

### Пре-дебют
С 2012 по 2014 год Сомин и Чекён являлись участницами японской группы DSP Media «Puretty». В 2012 ими был выпущен сингл «Cheki ☆ Love», в следующем году «Shwa Shwa BABY», а спустя год группа была расформирована с планами перевести участниц в другие группы.
В середине 2014 года Сомин, Чекён и Чавон приняли участие в реалити шоу KARA Project, в котором семь участниц соревновались между собой за место нового члена Kara. Чекён была исключена из проекта, а Сомин и Чавон вышли в финал, где финишировали, заняв второе и четвёртое места.
18 октября 2014 года Сомин сыграла эпизодическую роль в клипе Epik High «Born Hater». 17 ноября 2014 года Наын появилась в клипе Got7 «Stop Stop It». В декабре 2014 года Сомин и Чавон приняли участие в записи специального альбома «White Album» лейбла DSP Media, исполнив дуэтом «You Are The One», а также заглавный трек «White».
В начале 2016 года Чекён вместе со стажером компании Чо Шиюон представила DSP Media в реалити- шоу на выживание Produce 101, где она заняла 16-е место. Она вместе с другими участницами «Produce 101» также участвовала в телевизионном шоу «The God of Music 2» и по его результатам присоединилась к проектной группе C.I.V.A в июле 2016 года. В августе 2016 года Чекён и другие участницы C.I.V.A перешли в компанию LOEN Entertainment, став частью их новой проектной группы под названием I.B.I.

### 2015: Дебют сDreamingи уход Сомин
Впервые о создании pril было объявлено DSP Media 9 февраля 2015 года после их предыдущих женских групп Fin.KL, Kara и Rainbow.
После выпуска тизеров в течение всего апреля, 24 августа 2015 г. Группа дебютировала с первоначальным составом: Сомин, Чавон, Хёнджу, Наын, Йена и Джинсоль, выпустив свой первый мини-альбом «Dreaming». Позже, APRIL выпустили клип на песню своего дебютного альбома «Dream Candy» (кор.: 꿈사탕).
9 ноября лидер Сомин объявила о своем официальном уходе из группы, так как собирается посвятить себя собственной карьере. В тот же день DSP Media анонсировало, что состав группы останется с пятью членами: Чавон, Хёнджу, Наын, Йена, Джинсоль, а также было объявлена, что группа настроена вернуться после их дебюта в ноябре месяце.
25 ноября группа выпустила свой первый сингл «Boing Boing», включающий заглавный трек «Muah!», «Glass Castle» (кор.: 유리성), а также инструментальный заглавный трек. Название «Муа!» произошло от MachWave и Lee Jun-yeop. Это свежий танцевальный трек, в котором присутствуют повествование о прелестях апреля. За ним последовал зимний специальный одиночный цифровой альбом «Snowman», выпущенный 21 декабря.

### 2016:Spring, концерт Dream Land и смена состава
12 февраля 2016 года DSP Media объявило, что фан-клуба группы будет называться «Fineapple» (кор.: 파인에플). Название «Fineapple» — это комбинация слов «Fine» и «Apple», которая является сокращенной формой апреля. 14 февраля группа провела мини-концерт под названием «Everland Romantic Concert» для Дня Святого Валентина.
18 февраля, APRIL стали лауреатом премии Girl Group Rookie of the Yearв номинации «22-е корейское зрелищное искусство».
6 марта группа провела свое первое японское фан-собрание под названием «Апрельская японская фантазия 2016 — первая сказка» с 2000-ми фанатов. Событие было представлено их коллегой по лейблу и бывшей участницей KARA, Хо Ён Джи. В феврале месяце в Сеуле состоялось мини-фанатское мероприятие с аналогичной концепцией, в котором приняли участие 500 болельщиков.
Второй альбом группы Spring был выпущен 27 апреля 2016 года. Альбом содержит шесть треков, включая ведущий сингл «Tinkerbell» (Кор.: 팅커벨). Во время весенних рекламных акций Хёнджу временно отстранилась от групповой деятельности из-за проблем со здоровьем, связанных учащенным дыханием и частыми головными болями. DSP Media также объявило, что группа продолжит продвигать «Spring» в составе из 4-х участников.
2 июля, APRIL явился гостем на футбольном собрании лейбла Хо Юн Джи «[YOUNGJI FANMEETING 2016 ~ Nice to see U ~]».
21 августа группа провела свой первый сольный концерт «Dream Land» в художественном зале Baek Am Art Hall в Сеуле, чтобы отметить свой первый юбилей. Другой концерт состоялся в Токио, Япония, 15 октября. Тогда Чекён также принимала участие в обоих концертах в качестве гостя.
29 октября Хёнджу объявила о своем официальном уходе из APRIL, после 7-месячного перерыва, чтобы продолжить актёрскую карьеру. В тот же день DSP Media также подтвердило, что в составе группы остается четыре первоначальных участницы: Чавон, Наын, Йена, Джинсоль, к которым в свою очередь будет добавлено ещё несколько новых членов в начале 2017 г.
11 и 23 ноября было подтверждено, что Чекён и Рэйчел станут самым новым дополнением к группе для поставленной цели на январь 2017 года. Чекён — бывшая участница Puretty, принимавшая участие в Kara Project и Produce 101, а также член проектных девичьих групп I.B.I и C.I.V.A.

### 2017:Prelude,MaydayиEternity
APRIL выпустили свой третий мини-альбом «Prelude», 4 января 2017 года. Название альбома представляет новое начало группы, с их новой линией участниц, состоящей из Чекён, Чавон, Наын, Йена, Рэйчел и Джинсоль. Альбом состоит из 9 треков, в том числе: 5 новых песен (+ подарочный трек), специальные версии трех из их предыдущих треков «Dream Candy» (кор.: 꿈사탕), «Muah!» и «Snowman», а также инструментальная версия заглавного трека. 4 января DSP Media выпустили музыкальное видео для заглавного трека «April Story» (кор.: 봄의 나라 이야기). В тот же день группа провела свою концертную презентацию для Prelude. 19 января DSP Media выпустили специальную хореографию MV «APRIL Story».
14 февраля состоялся специальный этап APRIL, которые представили «LUV» группы Apink для 100-го эпизода The Show канала SBS. Начиная с 16 февраля, группа выступала на специальных этапах M! Countdown, представляя песню"WOW", фигурирующая в альбоме Prelude.
18 февраля группа исполнила песню «So You» (кор.: 이렇게 너) на Sing For You, канала JTBC. Позднее они объявили, что эта песня будет выпущена в цифровом формате 26 февраля 2017 года. Живое исполнение «So You» было использовано в качестве MV для песни.
В конце февраля 2017 года было объявлено, что 20 марта APRIL проведет свой второй фан-митинг, под названием «[#April JANAN FANMEETING 2017 ~ April Story ~]» в Intercity Hall в районе Синигава в Токио.
7 марта 2017 года было сообщено, что в недавно APRIL начали съемки нового реалити-шоу канала Mnet, которое будет транслироваться в апреле 2017 года. Сообщалось, что группа также готовится к возвращению в середине апреля с планами на продвижение альбома с теле-шоу. 14 марта было подтверждено, что 4 апреля начнется трансляция реалити-программы «A-IF-Ril».
4 апреля группа выпустила MV- сюрприз для своего сингла «Sting» (кор.: 따끔).
29 мая, APRIL выпустили свой второй сингл-альбом, MayDay. Музыкальное видео для «Sting» (Hangul: 따끔) было переиздано под названием «Lovesick», вместе с заглавным треком «Mayday» и его ретро-тематическим музыкальным видео. Они исполнили «Lovesick» на M Countdown 22 июня.
20 сентября их четвёртый мини-альбом Eternity был выпущен вместе с заглавным треком «Take My Hand» (хангыль: 손을 잡아줘).
18 октября было объявлено, что группа проведет свой второй японский сольный концерт под названием «APRIL 2nd LIVE CONCERT IN JAPAN 2017 „DREAM LAND“ (Take My Hand)» 10 декабря 2017 года. Группа также выступила с концертом в Корее на Рождество под названием «2017 SPECIAL CHRISTMAS APRIL EVE».

### 2018:The Blue,The Rubyи японский дебют.
30 января 2018 года DSP Media через Twitter группы объявило о предстоящем секретном сингле, который выйдет 7 февраля. 31 января агентство сообщило, что сингл будет частью специального альбома. 1 февраля стало известно, что Джинсоль и Наын в качестве саб-юнита выпустят песню под названием «My Story» (кор. 이 이).
26 февраля 2018 года DSP Media подтвердило, что полное возвращение группы было назначено на 12 марта, с 5-м мини-альбомом группы The Blue. Альбом был выпущен вместе с заглавным треком «The Blue Bird» (кор: 파랑새).
22 марта DSP Media объявило, что группа должна дебютировать в Японии в следующем месяце. Группа дебютировала в Японии 25 апреля с японской версией сингла 2016 года «Tinkerbell». Сингл также содержит японскую версию трека «Yes, sir!» — а также инструментальную версию обеих песен. Сингл продвигался через выступления в телешоу и серию фан-встреч в различных городах Японии.
17 сентября новостное издание OSEN выпустило эксклюзивный репортаж о том, как группа возвращается осенью. Отчеты были позже подтверждены макнэ группы Джинсоль которая показала во время интервью, что группа действительно готовится к возвращению. 4 октября DSP Media подтвердило, что группа вернется со своим шестым мини-альбомом под названием The Ruby. Альбом был выпущен 16 октября вместе с заглавным треком «Oh! My Mistake» (кор: 예쁜 게 죄).

### 2019—2020: Деятельность в Японии,Da CapoиHello Summer
16 января 2019 года группа выпустила японскую версию «Oh-E-Oh». В том же месяце группы выпустила сингл «Magic Dream» для дорамы Мой странные герой.
11 марта 2020 года DSP Media объявили, что возвращение группы перенесено на апрель из-за опасений по поводу коронавируса. 10 апреля стало известно, что April вернется с седьмым мини-альбомом Da Capo 22 апреля. Согласно DSP Media, «Da Capo» — это музыкальный термин, означающий «с самого начала». 22 апреля вышел альбом с заглавным треком «Lalalilala». Альбом занял пятое место в чарте альбомов Gaon, а «Lalalilala» достиг 40 места в цифровом чарте Gaon.
14 июля DSP Media объявили, что группа вернется летом со специальным синглом Hello Summer 29 июля с заглавным треком «Now or Never».

### 2021-н.в: Обвинения в буллинге
28 февраля 2021 года кто-то написал на онлайн-форуме сообщение, назвав себя братом бывшей участницы Хёнджу. В своем посте он утверждал, что уход Хёнджу из группы произошел не из-за того, что она хотела изучать актёрское мастерство, она ушла из-за жестоких издевательств со стороны других участниц, в какой-то момент даже при попытке самоубийства. DSP Media отрицают, что были какие-либо издевательства, и заявляют, что будут возбуждать судебный иск против Хёнджу и её семьи As a result, the group has faced heavy backlash, up to and including having members removed from endorsement deals and acting roles.. В результате группа столкнулась с серьёзной негативной реакцией, вплоть до того, что участницы были отстранены от соглашений об одобрении и действующих ролей. Затем Хёнджу опубликовала заявление в своем личном инстаграме 18 апреля, подтверждающее утверждения двух пользователей сети, которые выдвинули эти обвинения. Она также заявила, что лейбл DSP Media не разрешал ей расторгать с ними эксклюзивный контракт.

## Участники
| Сценический псевдоним | Сценический псевдоним | Настоящее имя | Настоящее имя | Дата рождения | Позиция в группе                              |
| Основной              | Другой                | На русском    | Хангыль       | Дата рождения | Позиция в группе                              |
| --------------------- | --------------------- | ------------- | ------------- | ------------- | --------------------------------------------- |
| Чэкён                 | Chaekyoung            | Юн Чэ Кён     | 윤채경        | 7.7.1996      | Лидер, вокалистка                             |
| Чэвон                 | Chaewon               | Ким Чэ Вон    | 김채원        | 08.11.1997    | Главная вокалистка, рэпер                     |
| Наын                  | Naeun                 | Ли На Ын      | 이나은        | 05.05.1999    | Ведущая вокалистка, вижуал                    |
| Йена                  | Yena                  | Ян Йе На      | 양예나        | 22.05.2000    | Главный танцор, ведущий рэпер, саб-вокалистка |
| Рейчел                | Rachel                | Сон На Ён     | 송나연        | 28.08.2000    | Главный рэпер, ведущий танцор, саб-вокалистка |
| Джинсоль              | Jinsol                | Ли Джин Соль  | 이진솔        | 04.12.2001    | Главная вокалистка, рэпер, макнэ              |

### Бывшие участницы
| Сценический псевдоним | Сценический псевдоним | Настоящее имя | Настоящее имя | Дата рождения | Позиция в группе           |
| Основной              | Другой                | На русском    | Хангыль       | Дата рождения | Позиция в группе           |
| --------------------- | --------------------- | ------------- | ------------- | ------------- | -------------------------- |
| Сомин                 | Somin                 | Чон Со Мин    | 전소민        | 22.08.1996    | Лидер, ведущая вокалистка  |
| Хёнджу                | Hyunjoo               | Ли Хёе Джу    | 이현주        | 05.02.1998    | Главный танцор, вокалистка |

## Дискография

### Мини-альбомы
- Dreaming (2015)
- Spring (2016)
- Prelude (2017)
- Eternity (2017)
- The Blue (2018)
- The Ruby (2018)
- Da Capo (2020)

## Фильмография

### Реалити-шоу
| Год  | Название        | Телеканал       |
| ---- | --------------- | --------------- |
| 2015 | Here Goes April | Naver V Channel |
| 2016 | Daily APRIL     | AfreecaTV       |
| 2017 | A-IF-Ril        | Mnet            |
| 2017 | April Secret    | Naver V Channel |

## Концерты

### Корейские концерты
- Everlasting Romantic Concert (2016)
- APRIL 1st Concert : «Dream Land» (2016)
- 2017 SPECIAL CHRISTMAS APRIL EVE (2017)
- The Blue Bird On April (2018)

### Японские концерты
- APRIL 1st LIVE CONCERT IN JAPAN 2016「DREAM LAND」(2016)
- APRIL 2nd LIVE CONCERT IN JAPAN 2017「DREAM LAND」 (Take My Hand) (2017)

## Награды и номинации

### Korean Entertainment Art Awards
| Поединок | Год  | Получатель | Награда                   | Результат |
| -------- | ---- | ---------- | ------------------------- | --------- |
| 22nd     | 2016 | April      | Female Rookie of the Year | Выиграли  |

### Gaon Chart Awards
| Поединок | Год  | Получатель | Награда                   | Результат    |
| -------- | ---- | ---------- | ------------------------- | ------------ |
| 5th      | 2016 | April      | Female Rookie of the Year | Номинированы |

### Seoul Music Awards
| Год  | Получатель    | Награда              | Результат    |
| ---- | ------------- | -------------------- | ------------ |
| 2015 | «Dream Candy» | Bonsang Award        | Номинированы |
| 2015 | APRIL         | New Artist Award     | Номинированы |
| 2015 | APRIL         | Popularity Award     | Номинированы |
| 2015 | APRIL         | Hallyu Special Award | Номинированы |

### GS Shop Music Awards
| Год  | Получатель | Награда               | Результат |
| ---- | ---------- | --------------------- | --------- |
| 2016 | «Muah!»    | Top Home Shopping BGM | Выиграли  |

### Korea Brand Awards
| Bout | Year | Recipient | Award                               | Result | Ref |
| ---- | ---- | --------- | ----------------------------------- | ------ | --- |
| -    | 2016 | April     | Star of Tomorrow, Rising Star Award | Победа |     |

### Korean Culture & Entertainment Awards
| Bout | Year | Recipient | Award              | Result | Ref                             |
| ---- | ---- | --------- | ------------------ | ------ | ------------------------------- |
| 25th | 2017 | April     | K-Pop Artist Award | Победа | [ 20 ]                          |
| 26th | 2018 | April     | K-Pop Artist Award | Победа | [ источник не указан 716 дней ] |